# Nemesládony, Vas
Nemesládony  este un sat în districtul Sárvár, județul Vas, Ungaria, având o populație de 140 de locuitori (2011). 

## Demografie
Componența etnică a satului Nemesládony
     Maghiari (100%)
Componența confesională a satului Nemesládony
     Romano-catolici (42,86%)
     Luterani (15,71%)
     Fără religie (2,86%)
     Necunoscută (38,57%)
Conform recensământului din 2011, satul Nemesládony avea 140 de locuitori. Din punct de vedere etnic, majoritatea locuitorilor (100,0%) erau maghiari. Nu există o religie majoritară, locuitorii fiind romano-catolici (42,86%), luterani (15,71%) și persoane fără religie (2,86%). Pentru 38,57% din locuitori nu este cunoscută apartenența confesională.